# 直升機撒錢
直升機撒錢（英語：Helicopter Money），或稱飞来横财，是一項為財政赤字進行貨幣融資的政策，由美國經濟學家米尔顿·弗里德曼於1969年提出，是指中央銀行在實行零利率或近似零利率政策後，通過購買國債等中長期債券，增加基礎供應，將現金轉移到國庫，從而減去央行持有的政府債務，直接給大眾發錢。這被簡化地形容有一架直升機從天上掉下現金讓居民撿走，故稱「直升機撒錢」。